# 鹿場 (新竹縣)
鹿場，是台灣新竹縣竹北市的一個傳統地域名稱，位於該市南部偏東。相較於今日行政區，其範圍大致為鹿場里不含東北端及西部中段。

## 歷史
台灣清治末期至日治前期，鹿場地區為一街庄，稱為「鹿場庄」，隸屬於竹北一堡。該庄西北與斗崙庄為鄰，東北與安溪藔庄、十興庄為鄰，東南與芒頭埔庄、六張犁庄為鄰，西南邊隔頭前溪與九甲埔庄、二十張犁庄為界。
1901年（日治明治三十四年）11月，全台廢縣廳改設二十廳，該庄隸屬於新竹廳。1909年（明治四十二年）10月，合併二十廳為十二廳，該庄隸屬不變。1920年（大正九年），廢十二廳改設五州二廳，該庄改制並雅化為「鹿場」大字，隸屬於新竹州新竹郡六家庄，大字下有「鹿場」、「十張犁」小字名。1941年（昭和十六年），六家庄與舊港庄合併成立竹北庄，本地區改隸之。
戰後竹北庄改制為竹北鄉，隸屬於新竹縣，大字亦改制為村。1950年桃、竹、苗分治，本地區隸屬不變。1988年，竹北鄉升格為竹北市，村亦改制為里。

## 聚落
本地區發展較早的聚落有鹿場、八張犁、十張犁等。近年來本地區東北大半部經過重劃後，已逐漸發展成為竹北市區的一部分。

## 交通
中山高速公路（國道1號）又稱「中山高速公路」，是台灣西部最早興建的縱向高速公路，大致以北北東—南南西走向經過本地區西部邊界地帶，於西北角邊界處光明六路交會口設有竹北交流道，由此進入可快速前往南北各地。
縣道117號（自強南路）是新豐埔和至香山內湖的道路，大致以東北－西南走向經過本地區東北部凸出部分，向東北轉北再轉西北經枋寮後轉東北可前往湖口、新豐後湖並止於省道台15線路口，向西南轉西北可前往埔頂、新竹市區、香山等地。
縣道120號（福興東路一段）是竹北下斗崙至尖石八五大橋的道路，也是頭前溪北岸主要的連絡道路，大致以西北西—東南東走向蜿蜒經過本地區北部，向西北西可前往下斗崙省道台1線路口，向東南東轉東北再轉東南可前往芎林、橫山（九讚頭）、內灣、尖石等地。

## 學校
- 六家國小（西部）
- 興隆國小（東南半部）
- 成功國中

## 運動休閒
- 新竹縣立體育場（包含建築物之大部分）
- 新竹縣立體育館
- 新竹縣游泳館
- 竹北國民運動中心